# Sergueï Khorochev
Pour l’article homonyme, voir Khorochev.
Sergueï Sergueïevitch Khorochev (en russe : Сергей Сергеевич Хорошев) est un joueur russe de volley-ball né le 30 mai 1982. Il mesure 2,04 m et joue central. Il est international russe.

## Clubs
| Club                      | De        | À         |
| ------------------------- | --------- | --------- |
| Iaroslavitch Iaroslavl    | 1999-2000 | 2001-2002 |
| Iskra Odintsovo           | 2002-2003 | 2007-2008 |
| Lokomotiv Belgorod        | 2008-2009 | 2008-2009 |
| Dynamo-Yantar Kaliningrad | 2009-2010 | 2009-2010 |
| Dinamo Krasnodar          | 2010-2011 | 2012-2013 |
| VK Tioumen                | 2013-2014 | ...       |

## Palmarès
- Championnat du monde des moins de 19 ans (1)
  - Vainqueur : 1999
- Ligue des champions
  - Finaliste : 2004
- Coupe de la CEV (avant 2007)
  - Finaliste : 2006
- Coupe de la CEV (après 2007) (1)
  - Vainqueur : 2009
- Championnat de Russie
  - Finaliste : 2003, 2008
- Coupe de Russie
  - Finaliste : 2005, 2008